# 罗德尼·斯特拉瑟
罗德尼·斯特拉瑟(Rodney Strasser) (1990年3月30日-  )，是一名塞拉利昂足球运动员，司职中场，目前效力于意甲球会帕爾馬。

## 童年
斯特拉瑟生于塞拉利昂首都弗里敦，并且在这里长大。

## 俱乐部生涯

### 卡隆
2007年，当斯特拉瑟在踢街头足球联赛时被塞拉利昂国内最大的卡隆的球探相中加入其了U-17青年队，他于是就进入了球队的青年队主力阵容。

### AC米兰
在卡隆青年队造访欧洲参加比赛后斯特拉瑟的表现就受到了多家欧洲球队的关注，之后米兰球探就将其带入了米兰青训营，并且后来成为了这届米兰青年队的队长。2008年12月21日斯特拉瑟第一次在成年队里亮相，当时的对手是乌迪内斯。
2010年7月20日AC米兰俱乐部宣布同热那亚共有斯特拉瑟作为购买希腊后卫索克拉蒂斯·帕帕斯塔索普洛斯交易的一部分，不过2010-11赛季斯特拉瑟并不会离开米兰，他将在这个赛季首次进入一线队参赛。 
2011年1月6日米兰客场对阵卡利亚里的意甲第18轮联赛中，斯特拉瑟在第85分钟为米兰打入致胜球，这也是他的第一个职业比赛入球。